# Distoneura ochreata
Distoneura ochreata là một loài bướm đêm trong họ Geometridae.